# Michael Preetz
Michael Preetz (Düsseldorf, 17 de Agosto de 1967) é um ex-futebolista alemão, que atuava como atacante.

## Carreira
Michael Preetz se profissionalizou no Düsseldorf.

## Seleção
Michael Preetz integrou a Seleção Alemã de Futebol na Copa das Confederações de 1999.

## Títulos
Hertha Berlin
- Copa da Liga Alemã: 2001, 2002